# Université Toulouse-I-Capitole
Université Toulouse I (Toulouse I) er et af tre universiteter i byen Toulouse i den sydvestlige del af Frankrig. Dette universitet, der har Hugues Kenfack som formand, fokuserer på samfundsvidenskab (jura, statskundskab, økonomi, administration osv.)

## Berømte kandidater
- Bertrand Delanoë, fransk politiker
- Jean Tirole, fransk økonom